# یوری لاگوتین
یوری لاگوتین (اوکراینی: Юрiй Васильович Лагутин؛ ۱۵ فوریهٔ ۱۹۴۹ – ۳۰ آوریل ۱۹۷۸) بازیکن هندبال اهل اتحاد جماهیر شوروی سوسیالیستی بود.